# 格奥尔格·奥古斯特·戈德弗斯
奥尔格·奥古斯特·戈德弗斯（德語：Georg August Goldfuß，1782年4月18日—1848年10月2日），德国古生物学家、动物学家。

## 生平
戈德弗斯生於巴伐利亞圖爾瑙，大學時就讀於埃爾朗根-纽倫堡大學，1804年获得哲学博士学位，1818年出任該校教授，晚年擔任波恩大学动物学和矿物学教授。1848年逝世於波恩。